# Bristowiella
Bristowiella Saaristo, 1980 è un genere di ragni appartenente alla famiglia Lycosidae.

## Etimologia
Il nome del genere è in onore dell'aracnologo inglese William Syer Bristowe (1901-1979).

## Distribuzione
Le 2 specie note di questo genere sono state reperite nell'Oceano Indiano: la specie dall'areale più vasto è la B. seychellensis reperita in località delle isole Comore, delle isole Seychelles e sull'isola di Aldabra.

## Tassonomia
A seguito di uno studio sugli esemplari di Pardosa seychellensis Bristowe, 1973, l'aracnologo Saaristo li attribuì ad un nuovo genere, denominandolo Bristowia Saaristo, 1978. Poiché la denominazione era già stata precedentemente utilizzata per il genere Bristowia Reimoser, 1934, appartenente alla famiglia Salticidae, si rese necessario cambiarla e fu lo stesso Saaristo a dargli il nome attuale di Bristowiella.
Non sono stati esaminati esemplari di questo genere dal 2010.
Attualmente, a dicembre 2016, si compone di 2 specie:
- Bristowiella kartalensis Alderweireldt, 1988 — isole Comore
- Bristowiella seychellensis (Bristowe, 1973)[2] — isole Seychelles, isole Comore, Aldabra